# Forte Crocetta
Forte Crocetta (145 s.l.m.) è una struttura militare dismessa che fa parte delle fortificazioni difensive di Genova.
Il forte si trova poco a monte di Belvedere, sulle alture di Sampierdarena. È situato presso il borgo della Crocetta, sull'area già occupata dal seicentesco convento degli agostiniani e dall'annessa chiesa del Santissimo Crocifisso, edificati dal religioso P. Gio. Batta Fabra, dell'ordine agostiniano.

## Storia
Una prima fortificazione del sito si ebbe nel 1747, durante l'assedio austriaco di Genova, in cui trinceramenti e l'innalzamento di terrapieni, su direzione dell'ingegnere militare Pierre De Cotte, fecero capire l'importanza della posizione. Solo dopo la caduta dell'Impero Napoleonico gli inglesi, che per un breve periodo occuparono la città, piazzarono sull'altura dei pezzi d'artiglieria rivolti verso la foce del torrente Polcevera.
La costruzione vera e propria della fortificazione avvenne nel 1818, quando il regno sabaudo decise la demolizione del complesso monastico, al cui posto fui edificata una fortificazione a pianta pentagonale, con un solo piano, un cortile centrale e un ingresso a ponte levatoio. Nel 1827 il forte fu ampliato con un fossato tutt'intorno e nell'ala nord venne alzato di un piano per gli alloggi, protetti da volte a botte e un terrapieno; la costruzione del forte si concluse nel 1830.
Nel 1849, durante i moti popolari, il forte fu adibito a carcere per i rivoltosi catturati dai soldati del generale La Marmora, in seguito liberati, ma non prima di aver subito il terrore dell'estrema condanna.
Il forte fu quindi presidio militare armato con diversi pezzi d'artiglieria, tra cui due cannoni da 16 (centimetri) GR e otto obici da 21 GRC. Dismesso dal demanio militare nel 1914 e sgombrato dei pezzi d'artiglieria inviati al fronte, a varie riprese fu abitato fino al 1961, e fu anche usato come rifugio per sfollati durante il secondo conflitto mondiale.
Oggi è chiuso e in stato di abbandono, ma la solidità della costruzione lo mantiene in buono stato di conservazione. Nonostante vari enti si siano dichiarati disponibili, per motivi burocratici e di competenza statale e regionale non sono ancora stati programmati lavori di recupero della struttura.

## Struttura

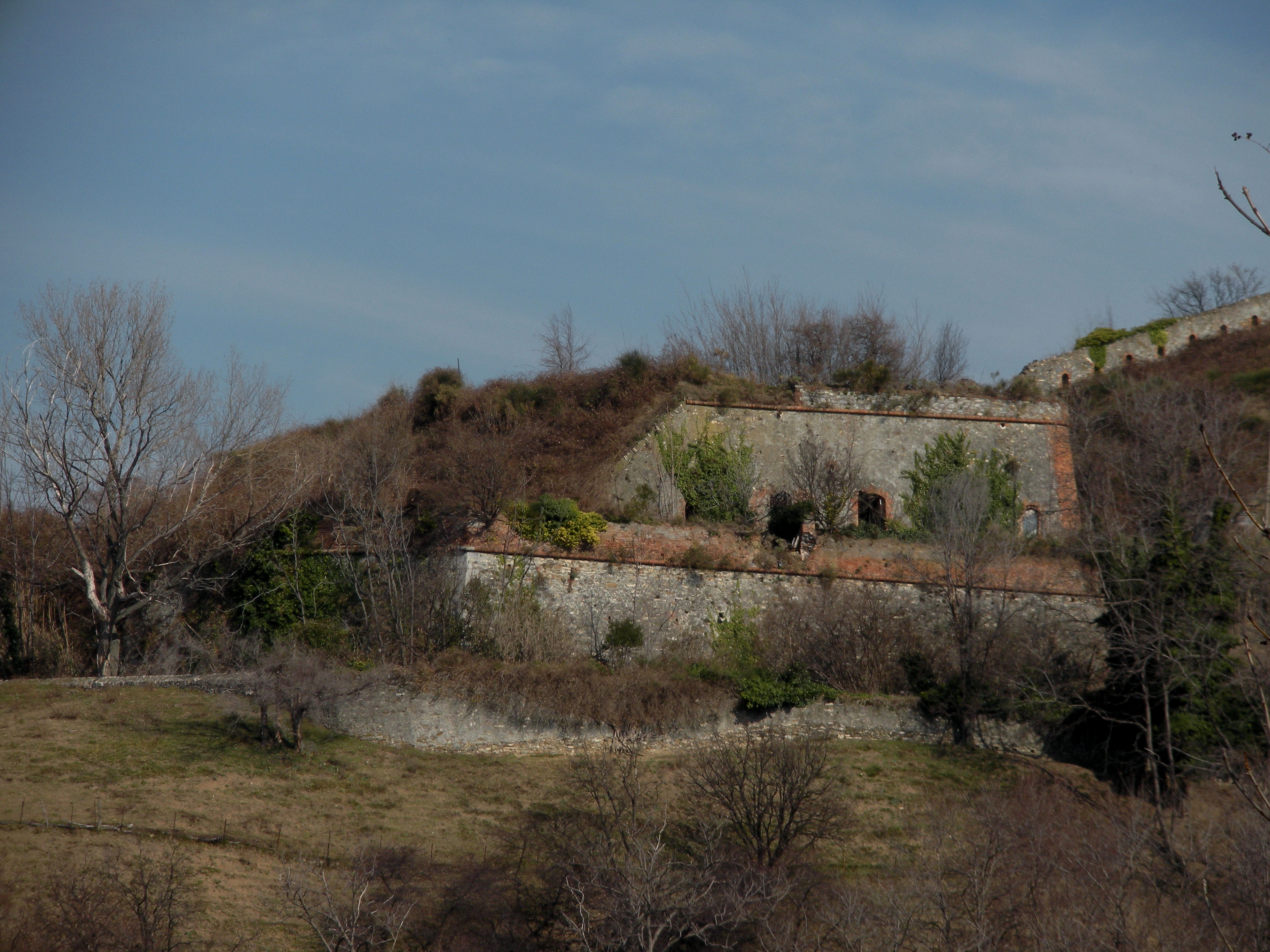
Vista da sud del forte

Nel forte, a pianta pentagonale, si inserisce un'entrata originariamente a ponte levatoio, da nord, che immette nel cortile interno, da dove partono varie entrate per i locali interni. Una rampa conduce al terrapieno superiore, spianata ai lati per facilitare il trasporto al terrapieno dei pezzi d'artiglieria. Mentre una galleria di fronte all'ingresso conduce al terrapieno inferiore, dove troviamo ancora segni delle postazioni di artiglieria pesante.
Sulla sinistra troviamo la cucina, e vicino alla polveriera per la batteria inferiore, troviamo l'alloggio del comandante della guarnigione. Nel bastione rivolto a nord della caserma vi sono gli alloggi della truppa, con al piano sottostante i magazzini.
Altro aspetto caratteristico è la presenza sul massiccio parapetto di molteplici feritoie, oggi quasi invisibili a causa della demolizione durante la Seconda guerra mondiale perché impedivano le postazioni contraerea.

## Come arrivare
Forte Crocetta è sovrastato dall'imponente Forte Tenaglia (che fa parte delle mura secentesche di Genova, anch'esso ampliato tra il 1815 e il 1830), quindi raggiungibile a piedi da nord lungo il sentiero che parte dal Forte Sperone e da sud da Forte Belvedere.
In auto si arriva da varie vie traverse che partono dalla via principale di Sampierdarena, via Cantore, dove si sale da salita Belvedere, salendo lungo salita della Crocetta, dove si lascia l'automobile (perché proprietà privata) e a piedi si raggiunge rapidamente l'entrata.